# Gmina Fierzë
Gmina Fierzë (alb. Komuna Fierzë) – gmina  położona w środkowej części Albanii. Administracyjnie należy do okręgu Elbasan w obwodzie Elbasan. W 2011 roku populacja gminy wynosiła 2065, w tym 1063 kobiety oraz 1002 mężczyzn, z czego Albańczycy stanowili 91,72% mieszkańców.
W skład gminy wchodzą cztery miejscowości: Fierzë, Hardhi, Çerragë, Kosovë.